# Ken Hasegawa
Ken Hasegawa (長谷川賢?, Hasegawa Ken; Yokohama, 26 febbraio 1987) è un lottatore di arti marziali miste giapponese.
Combatte nella divisione dei pesi medi per la promozione singaporiana ONE.
Ha cominciato la propria carriera nelle arti marziali miste nel 2010, militando in federazioni giapponesi quali Kingdom Ehrgeiz e DEEP, dove è stato campione Megaton combattendo in quattro divisioni di peso. Dopo una breve parentesi nelle promozioni Titan FC, Real Fight Championship e RIZIN, è tornato nella DEEP, prima di firmare per ONE.

## Biografia
È nato nella città di Yokohama da padre giapponese e madre marocchina. Ha conosciuto la passione per le arti marziali da adolescente, attraverso il padre, esperto judoka.
Ha frequentato l'Università Yamanashi Gakuin di Kōfu.

## Carriera nelle arti marziali miste

### Gli inizi
Hasegawa compie il suo esordio nel 2010, sconfiggendo il connazionale Takahiro Ugajin per sottomissione al primo round.

### ONE Championship
Dopo essersi distinto nel panorama giapponese, nell'estate del 2018 viene selezionato per entrare a far parte della federazione singaporiana ONE. Per il suo esordio è scelto come avversario del campione dei pesi medi Aung La Nsang, contro il quale si misura a Yangon nel giugno seguente: in una lunga battaglia di cinque round definita dagli esperti di settore come "la miglior sfida titolata nella storia di ONE", è un potente montante del birmano a travolgere le resistenze del giapponese, che subisce così il primo knockout in carriera.

### Risultati nelle arti marziali miste
| Risultato | Record | Avversario         | Metodo                               | Evento                                   | Data             | Round | Tempo | Città            | Note                               |
| --------- | ------ | ------------------ | ------------------------------------ | ---------------------------------------- | ---------------- | ----- | ----- | ---------------- | ---------------------------------- |
| Sconfitta | 16-4   | Aung La Nsang      | KO tecnico (pugni)                   | ONE Championship 92: A New Era           | 31 marzo 2019    | 2     | 4:41  | Tokyo, Giappone  | Per il titolo dei pesi medi ONE    |
| Sconfitta | 16-3   | Aung La Nsang      | KO (pugno)                           | ONE Championship 75: Spirit of a Warrior | 29 giugno 2018   | 5     | 3:13  | Yangon, Birmania | Per il titolo dei pesi medi ONE    |
| Vittoria  | 16-2   | Genpei Hayashi     | Sottomissione (triangolo di braccio) | Deep - 82 Impact                         | 24 febbraio 2018 | 1     | 3:09  | Tokyo, Giappone  |                                    |
| Sconfitta | 15-2   | Ryūichirō Sumimura | Decisione tecnica (di maggioranza)   | Deep - Cage Impact 2017 in Korakuen Hall | 15 luglio 2017   | 1     | 3:48  | Tokyo, Giappone  | Per il titolo dei pesi welter DEEP |
| Vittoria  | 15-1   | Yoshiyuki Katahira | KO (calcio al corpo)                 | Deep - 78 Impact                         | 18 marzo 2017    | 1     | 4:13  | Tokyo, Giappone  |                                    |